# Arthur Conolly
Arthur Conolly (Londres, 2 de julho de 1807 — Bucara, 17 de junho de 1842), por vezes grafado erradamente Connolly, foi um oficial de cavalaria Reino Unido ao serviço da Companhia Britânica das Índias Orientais que ficou conhecido pelas suas atividades como espião, explorador e escritor. Participou em várias missões de reconhecimento na Ásia Central, e cunhou o termo "Grande Jogo", dos quais foi um protagonista no terreno, para descrever a disputa entre o Império Britânico e o Império Russo pelo domínio da Ásia Central.
Morreu na sua última missão, executado na capital do Emirado de Bucara, onde tinha ido com o objetivo de libertar o coronel Charles Stoddart, que estava preso desde 1838 pelo emir Nasrulá ibne Haidar Tora.

## Juventude
Arthur Conolly era descendente dum clã Ó Conghalaigh da Irlanda e era primo de William Hay Macnaghten, secretário do departamento de política e serviços secretos da Companhia Britânica das Índias Orientais. Foi o terceiro  dos seis filhos de Valentine Conolly, que enriqueceu rapidamente na Índia no final do século XVIII. Ficou órfao de pai e mãe aos 12 anos —  a mãe morreu em 29 de novembro de 1819 e o pai três dias depois, em 2 de dezembro. Em julho de 1820, pouco antes de fazer 13 anos, um tio seu que era reverendo matriculou-o na Rugby School, onde foi colega de Sydney Godolphin Osborne (futur clérigo, filantropo e escritor), Thomas Legh Claughton (futuro bispo e professor de poesia da Universidade de Oxford), Horatio Shirley e Charles Trollope (este últimos futuros generais, que se distinguiram na Guerra da Crimeia). Devido, alegadamente, a ser um jovem tímido e sensível, Arthur não se adaptou ao dia a dia da Rugby School e quando era mais velhos referiu-se frequentemente ao que tinha sofrido lá.
A 3 de maio de 1822, após ter saído da Rugby School, entrou para o "seminário" de Addiscombe, a academia militar da Companhia Britânica das Índias Orientais, da qual saiu ao ser admitido como cadete de cavalaria. No mesmo ano ou no seguinte embarcou para Bengala, na Índia. Na viagem, ouviu os sermões de Reginald Heber, que tinha acabado de ser nomeado bispo de Calcutá, para onde se dirigia a bordo do mesmo navio. Desde então teria ficado fascinado pela ideia levar os muçulmanos a ter uma visão "mais simpática" dos cristãos, que para ele era o primeiro passo para propagar o Evangelho. Em 1823 foi graduado corneta do 6.º Regimento de Cavalaria Ligeira da Companhia Britânica das Índias Orientais, um posto que depois seria também ocupado pelo seu irmão Edward Barry Conolly. Arthur foi promovido a tenente a 13 de maio de 1826 e a capitão a 13 de julho de 1838.

## Viagens entre a Inglaterra e a Índia por terra

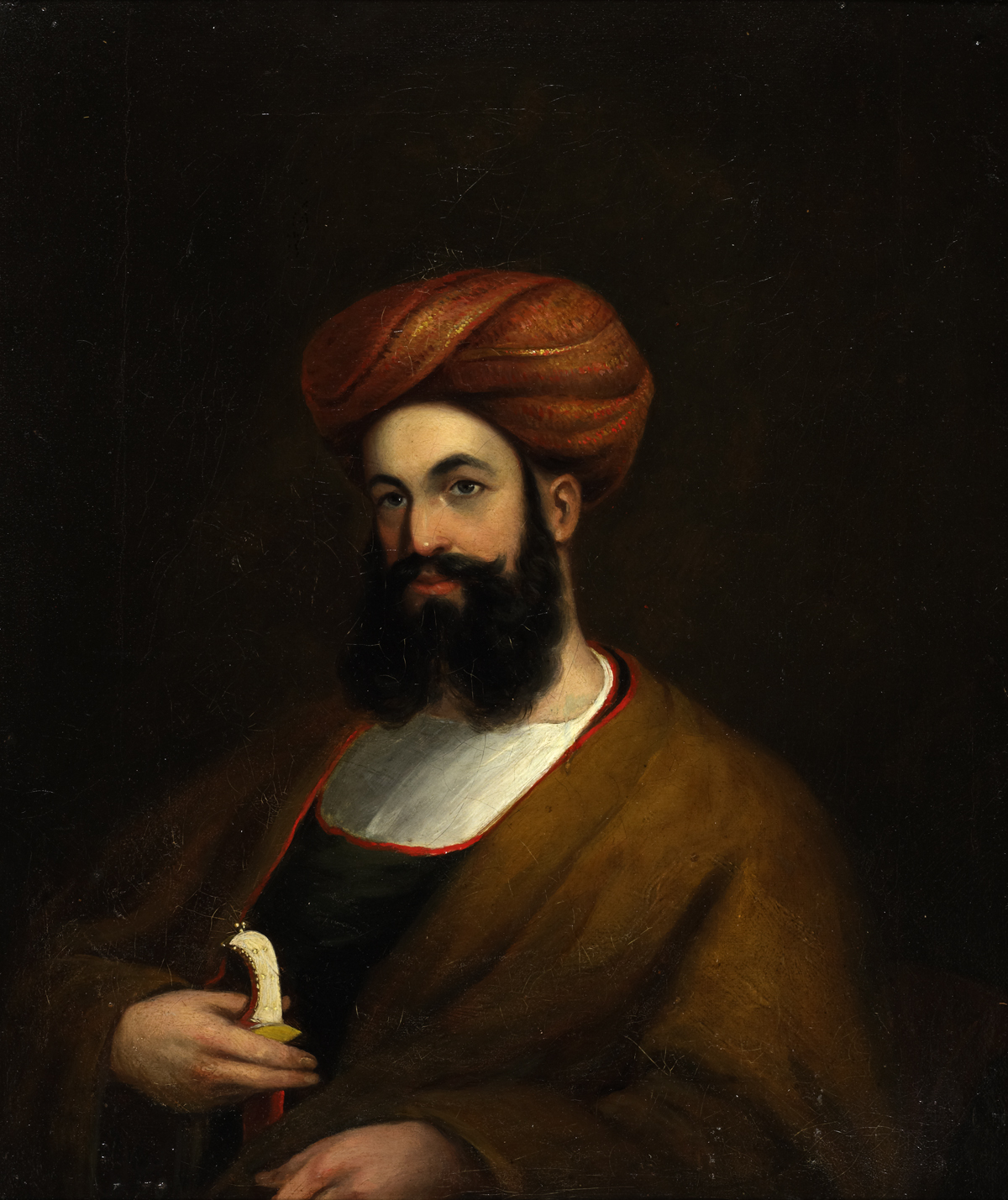
Retrato de Conolly da autoria de

Em 1829, quando estava de licença por motivos de saúde em Inglaterra, obteve autorização para voltar à Índia por via terrestre, através da Ásia Central. Saiu de Londres a 10 de agosto de 1829 e, atravessando a França e a Alemanha, foi até Hamburgo, onde embarcou para São Petersburgo. Ficou na a capital imperial russa durante um mês, após o que seguiu para Astarabade (atual Gurgã, no Irão), passando por Tiblíssi (na Geórgia) e Teerão (no Irão). Em Astarabade disfarçou-se de mercador local de peles e xailes, tendo adquirido uma série dessas mercadorias, com o objetivo de conseguir chegar a Quiva.
Saiu de Astarabade em direção às estepes turcomanas a 20 de abril de 1830, mas quando a pequena caravana a que se tinha juntado estava a meio caminho entre Kizil-Su (atual Türkmenbaşy, no Turquemenistão) e Kizil-Arvat (atual Serdar) foi capturado e roubado. Durante vários dias os turcomanos estiveram indecisos entre matá-lo e vendê-lo como escravo, mas acabou por ser libertado, após o que voltou para Astarabade, onde chegou a 22 de maio. Dali continuou a viagem para a Índia passando por Mexede, Herate, Candaar e Sinde. Chegou à fronteira indiana em janeiro de 1831. Nesse mesmo ano publicou um artigo sobre a viagem intitulado “Overland Journey to India”, na revista Gleanings in Science, publicada em Calcutá. Em 1834 foi publicado em Londres um livro com o relato da mesma viagem, com o título “Journey to the north of India: overland from England, through Russia, Persia, and Affghaunistaun”.
Depois de ter tido uma entrevista com Lord William Bentinck em Deli, voltou a juntar-se ao seu regimento. Aparentemente, a amizade duradoura que o teve com o excêntrico ex-rabino e missionário Joseph Wolff cristão judeu surgiu quando estava estacionado em Cawnpore. Em 1834 foi nomeado assistente do agente do governo em Rajputana e em 1838 voltou a Inglaterra de licença.
Para ajudar a refazer-se dum desaire amoroso, Conolly procurou outras atividades profissionais. Os movimentos dos russos na Ásia Central começavam a causar ansiedade em Inglaterra e Conolly propôs ao governo acabar com o pretexto usado pelos russos para os avanços russos, que era o intenso comércio de escravos russos e persas praticado pelos líderes usbeques. Para tal, propunha-se negociar com esses líderes o fim de tal comércio. O governo concordou e deu-lhe várias cartas de recomendação para o governador-geral da Índia, Lord Auckland, e 500 libras para financiar outra viagem por terra até à Índia. Conolly saiu de Londres a 11 de fevereiro de 1839, visitou Viena, onde teve uma entrevista com o Príncipe Metternich, chanceler e ministro dos negócios estrangeiros do Império Austríaco, Constantinopla e Bagdade, onde se conheceu o então major Henry Rawlinson. Chegou a Bombaim em novembro de 1839 e depois seguiu para Calcutá.

## No Afeganistão

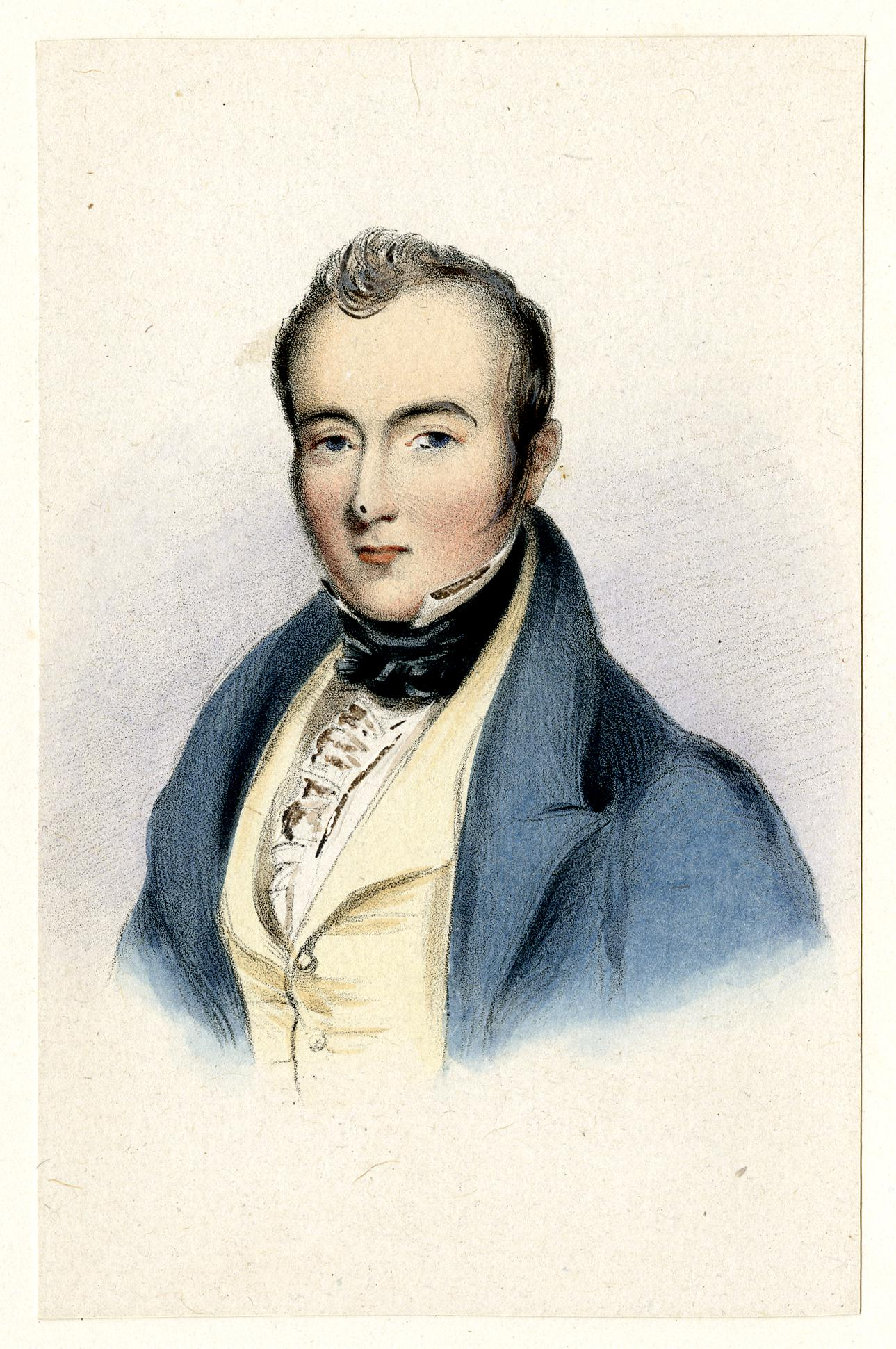
Retrato de [William Hay Macnaghten

da autoria do então tenente Vincent Eyre, pintado quando ambos eram prisioneiros de Wazir Akbar Khan, filho do emir do Afeganistão Doste Maomé Cã]]
Pouco tempo depois foi enviado para Cabul, onde, na primavera de 1840, se juntou ao staff de William Hay Macnaghten, o embaixador britânico na corte de Xá Xujá, o soberano do Império Durrani. Um dos irmãos de Macnaughten era casado com uma irmã de Conolly.
Quando estava no Afeganistão foi publicado um artigo de Conolly no Journal of the Royal Asiatic Society intitulado “On the White-haired Angora Goat, and another species of Goat found in the same province, resembling the Thibet Shawl Goat”. Foi também  durante esta estadia no Afeganistão que surgiu pela primeira vez o termo "Grande Jogo" — em julho de 1840, numa carta para o major Henry Rawlinson, que tinha sido recentemente nomeado agente político em Candaar, Conolly escreveu: «Tem um grande jogo, um nobre jogo, diante de si.» Conolly acreditava que o novo posto de Rawlinson lhe daria a oportunidade de para desenvolver o humanitarismo no Afeganistão e resumiu da seguinte forma as suas esperanças:
| “ | Se o governo britânico apenas jogasse o grande jogo — ajudar a Rússia cordialmente em tudo o que ela tem o direito de esperar — dar um aperto de mãos à Pérsia — obter todas as reparações possíveis dos Oosbeg [usbeques] — forçar o Bokhara Amir [emir de Bucara] a ser apenas para nós, os afegãos, e outros estados Oosbeg, e o seu próprio reino — mas porquê continuar; você conhece, pelos em certo sentido, as minhas visões alargadas. Inshallah! A conveniência, não a necessidade deles, será vista, e nós desempenharemos o nobre papel que a primeira nação cristã do mundo deve preencher. | ” |

Quando Conolly chegou a Cabul, Xá Xujá tinha sido substituído no trono pouco tempo antes e o fracasso da expedição russa comandada por Vasily Perovsky a Quiva no ano anterior ainda não era conhecido. Em Cabul, Arthur Conolly reforça ainda mais a sua vontade de tentar unir os três canatos rivais de Quiva, Bucara e Cocande numa aliança com o Império Britânico, a qual deveria preservar os interesses britânicos criando um bloco de aliados e ao mesmo tempo inviabilizaria qualquer tentativa de conquista pelo Império Russo. Além disso, facilitaria a penetração da fé cristã na região. Alexander Burnes, o primeiro oficial britânico que estabeleceu contacto com o Canato de Bucara no século XIX, opunha-se a esse projeto, que considerava irrealista, mas Macnaghten, pelo contrário, expressava abertamente a sua opinião de que as tropas britânicas no Afeganistão deviam avançar para Balque e possivelmente para Bucara, com três objetivos: restituir a autoridade a Xá Xujá sobre as tribos menores entre Cabul e Balque; libertar o coronel Stoddart, que tinha sido enviado pelo embaixador britânico na Pérsia em 1838 numa missão especial a Bucara, onde foi detido pelo emir; e fazer uma espécie de demonstração contra o avanço russo. Há indícios de que terá havido a intenção de enviar o major Rawlinson e Arthur Conolly numa missão especial ao exército russo.
Macnaghten apoiou a ideia de Conolly junto do governador-geral da Índia Lord Auckland que começou por se mostrar reticente, mas acabou por ceder. No entanto, proibiu que fosse prometida proteção britânica aos cãs. Pouco tempo depois foram conhecidos os fracassos russos na Ásia Central e Conolly foi enviado como emissário a Quiva, com instruções para levar a cabo alguns objetivos em Quiva e Cocande e, eventualmente, visitar Bucara. Alegadamente esses objetivos foram "sancionados numa carta pessoal da autoridade", para que a missão não pudesse ser considerada uma ação amadora, embora  o sucessor de Auckland, Lord Ellenborough, sempre tivesse insistido nessa versão. Estava planeado que fosse acompanhado por Henry Rawlinson, mas à última da hora este foi impedido de ir.

## Última missão, prisão e morte
Ardente e entusiasta por natureza, acalentando visões e esperanças, que ele mesmo considerava um tanto "visionárias", da regeneração política da Ásia Central e da "conversão" final das suas tribos guerreiras "à pura fé de Jesus Cristo", Conolly iniciou a missão com grande entusiasmo e otimismo,saindo de Cabul a 3 de setembro de 1840. Começou por juntar-se ao 35.º regimento de infantaria nativa de Bengala, parte do reforço de Bamiã, com o qual esteve numa ação militar com sucesso no dia 18 de setembro, comandada pelo brigadeiro Dennis. Depois seguiu para Merve e de lá para Quiva, seguindo a rota seguida e descrita por Richmond Shakespeare. As suas especulações sobre o futuro de Merve e as suas entrevistas infrutíferas com o cã de Quiva são descritas em detalhe num artigo publicado na The Calcutta Review em 1851.

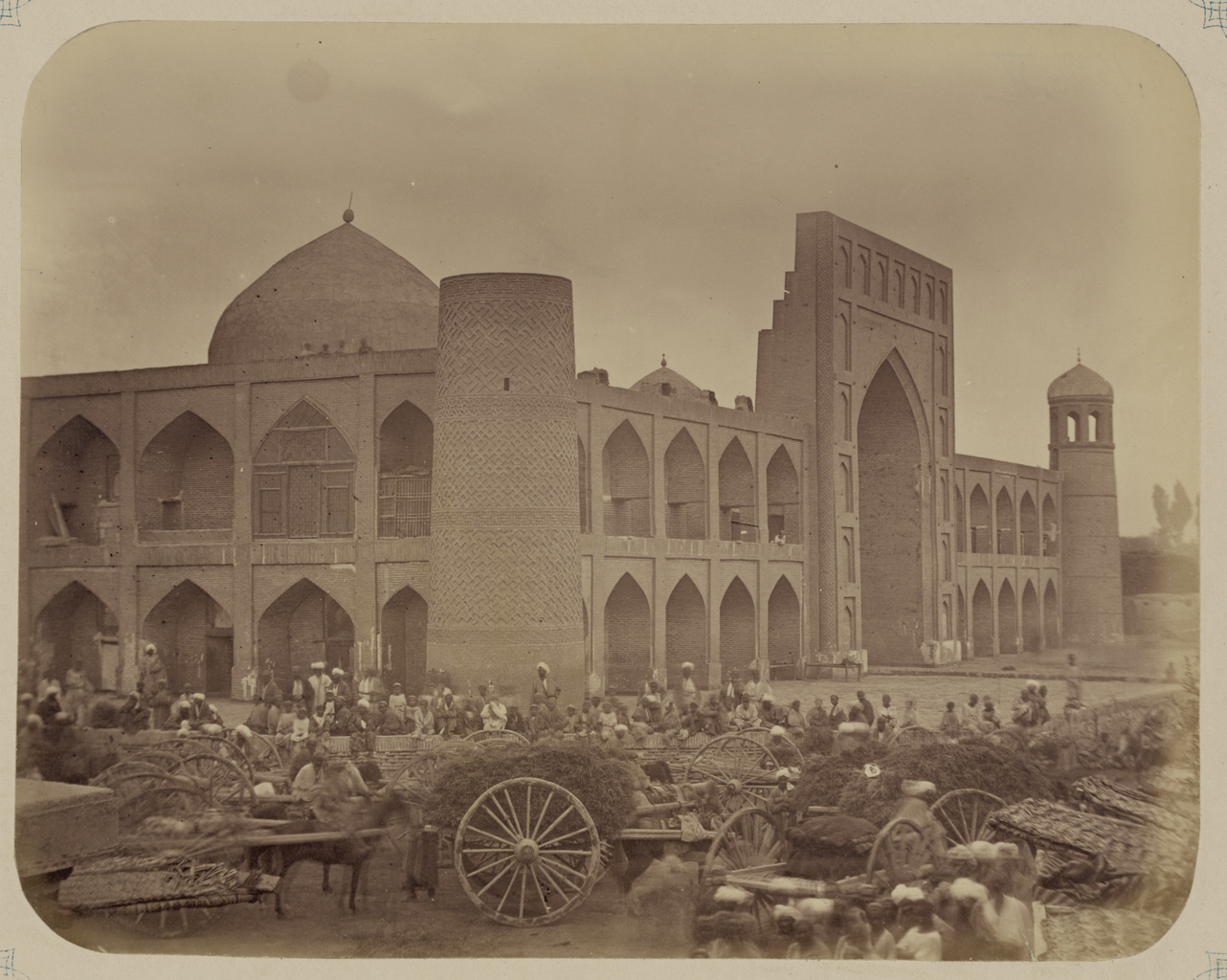
Madraça de Madali Cã em Cocande

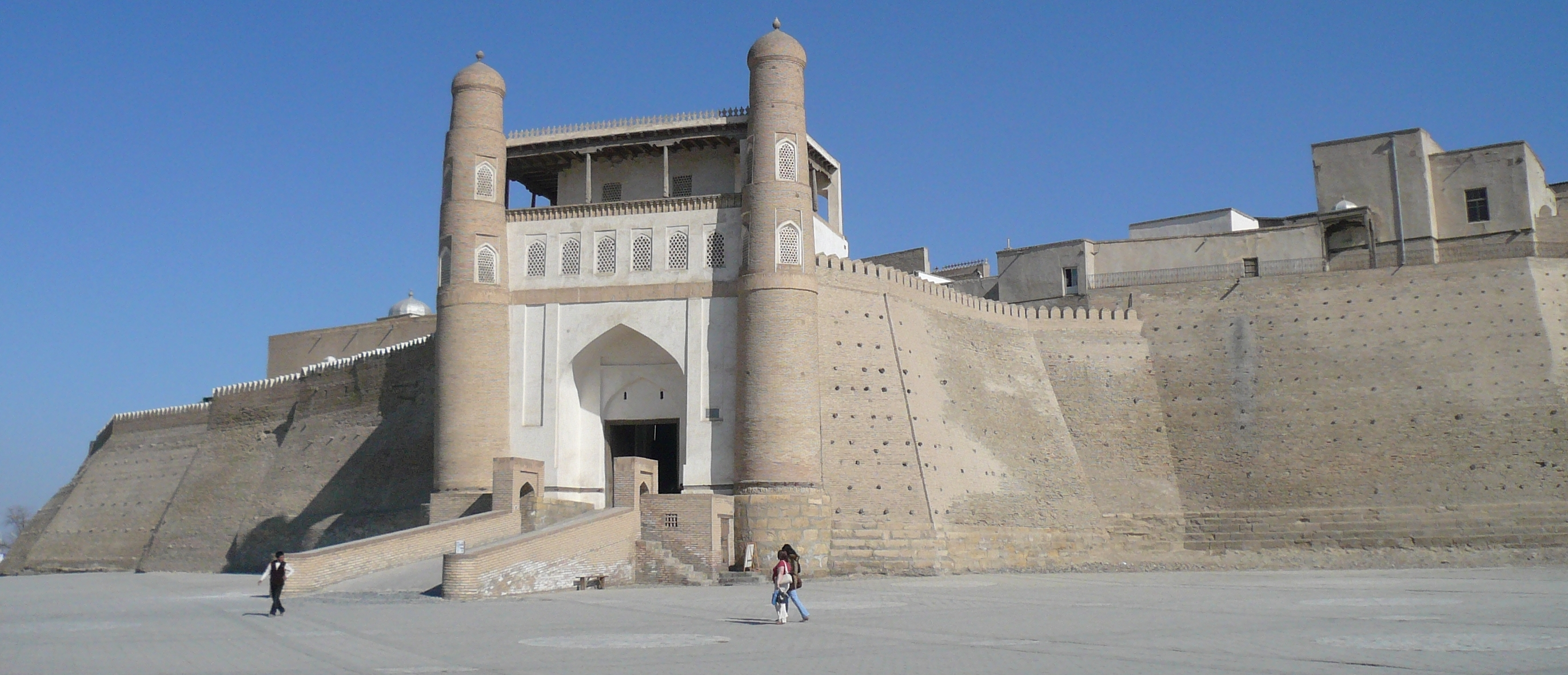
A Ark (fortaleza) de Bucara, em frente à qual Arthur Conolly foi executado

Foi bem recebido em Quiva e de lá dirigiu-se para Cocande, onde foi muito bem recebido por Madali Cã, para o que devem ter contribuído os presentes que levou, que distribuiu generosamente tanto ao cã como a muitos oficiais de todos os níveis. Porém, ambos os cãs se mostram indisponíveis para qualquer tipo de aliança mútua. Entretanto, no entender de Howorth, a simpatia de Madali por Conolly não foi do agrado do emir de Bucara, Nasrulá ibne Haidar Tora (Nasr-Allah bin Haydar Tora; r. 1827–1860) e foi uma das razões para ele entrar novamente em guerra com Cocande. Indo contra os conselhos dos seus amigos em Cocande, Conolly foi encontrar-se com Nasrulá em Jizaque onde, apesar de ter sido recebido friamente, conseguiu que se chegasse a um acordo de paz.
Seguidamente foi para Bucara, onde chegou a 10 de novembro de 1841. Começou por ser bem recebido, mas o cã convenceu-se que ele e Stoddart eram espiões que conspiravam para o derrubar e sentiu-se vexado pelo que entendeu serem sinais de desdém na correspondência diplomática com Londres e Calcutá, pelo que o mandou prender, provavelmente na terceira semana de dezembro de 1841.
Conolly foi um escritor prolífico e era rápido na sua escrita. Quando não estava na sela do cavalo tinha quase sempre uma caneta na mão e nas suas viagens tinha por hábito anotar minuciosamente tudo o que dizia e fazia no seu diário, uma prática que parece ter mantido até mesmo quando estava numa masmorra em Bucara. Em cinco cartas escritas em fevereiro e março de 1842, que constituem a parte principal do diário da sua prisão, ele dá detalhes angustiantes sobre a sua situação. As últimas notícias dadas por ele próprio estavam numa carta enviada por ele ao seu irmão, que então estava refém em Cabul, no início de 1842, na qual ele descreve os sofrimentos dele e de Stoddart. Não mudaram de roupa durante quatro meses; o calabouço estava num estado asqueroso e doentio, repleto de vermes ao ponto de tornar a vida insuportável. Stoddart estava reduzido a um esqueleto. Com grande dificuldade, conseguiram finalmente convencer um dos guardas a informar o emir das condições miseráveis em que se encontravam. Na altura em que a carta foi escrita estavam à espera de resposta do emir e já se tinham encomendado a Deus, convencidos que se não fossem rapidamente libertados a morte acabaria com os seus sofrimentos. Essa carta foi publicada em 1951 na The Calcutta Review.
A notícia da derrota britânica frente ao emir afegão Doste Maomé Cã na Batalha de Gandamak, também conhecida como "Massacre do exército de Elphinstone", travada em janeiro de 1842, selou o destino dos dois oficiais britânicos prisioneiros. A 17 de junho de 1842, os dois foram levados para a praça em frente à Ark (fortaleza) onde, em frente a uma multidão silenciosa, foram obrigados a cavar as suas sepulturas. O coronel Stoddart denunciou em voz alta a tirania do emir antes de ser decapitado; Conolly foi decapitado a seguir. Os corpos dos dois ficaram em exposição na praça, juntamente com numerosas outras vítimas da justiça do emir.

## Rescaldo

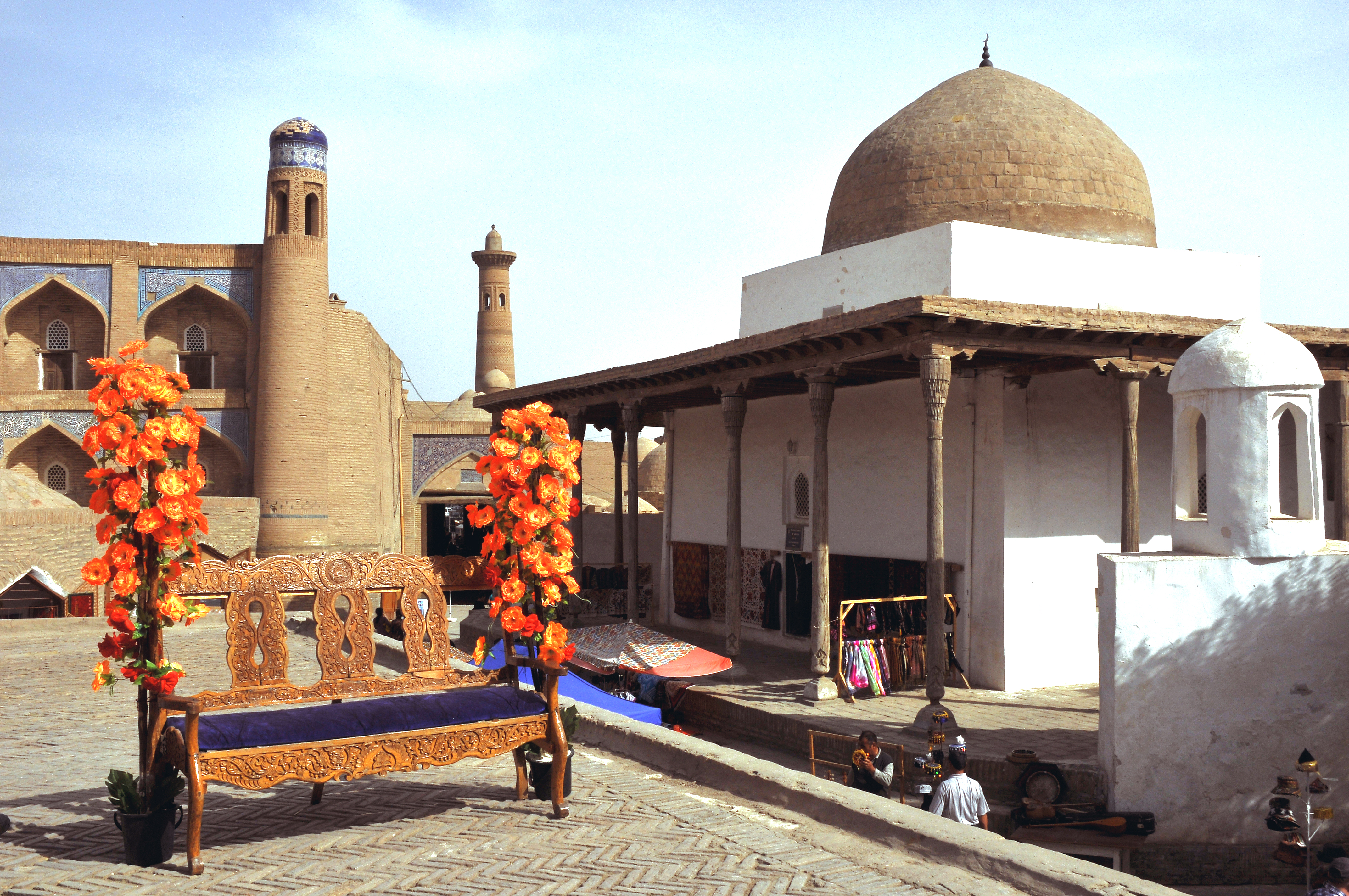
Mesquita Ak em Quiva

Entretanto em Londres, o governo britânico nunca deu quaisquer sinais de estar na disposição de fazer alguma coisa para libertar os prisoneiros de Bucara. Por iniciativa do capitão John Grover, foi formado um comité com o objetivo de libertar Conolly e Stoddart, o qual juntou uma verba de 500 libras, que foi entregue ao reverendo Wolff, que se dispôs a ir a Bucara. John Grover publicou um registo da transação, com uma lista de assinantes em anexo, a que deu o título "As Vítimas de Bucara",o qual transmite uma dolorosa impressão da procrastinação do governo e as intenções cruzadas de muitas das partes envolvidas.
As conclusões das arriscadas investigações de Wolff em Bucara foram que Conolly, Stoddart e outras vítimas, «depois de suportarem agonias na prisão dum personagem muito terrível […] foram cruelmente chacinados em algum momento de 1843» (AH 1259) e que o instigador do crime foi o pretenso amigo dos ingleses, Abdul Samute Cã, nayeb (primeiro-ministro) de Nasir Ulla Bahadoor (o emir Nasrulá). Os registos militares do India Office dão como provável que as execuções tenham ocorrido em 1842. Wolff parece ter achado posteriormente que tenham ocorrido mais tarde, mas após uma revisão de todos os dados disponíveis, o historiador militar John William Kaye considerou que Conolly e Stoddart foram provavelmente executados em 17 de junho de 1842.
A notícia da execução teve um grande impato no Reino Unido, havendo acusações das autoridades de Londres e Calcutá terem abandonado os dois oficiais à sua triste sorte, sem nada fazerem para os libertar ou vingar. A publicação do livro “Narrative of a Mission to Bokhara”, onde Joseph Wolff relata detalhadamente a sua viagem e as investigações que fez em Bucara, onde por pouco também não foi preso, tornou Conolly e Stoddart conhecidos de todos os britânicos nos anos seguintes. Durante vários anos, pelo menos até 1868, foram proibidas todas as expedições oficiais fora das fronterias da Índia, exeto com autorização especial do vice-rei.
Muitos anos depois, o livro de orações de Conolly, onde ele tinha escrito um último registo dos seus sofrimentos e esperanças quando estava preso em Bucara, foi deixado na casa da sua irmã em Londres por um misterioso estrangeiro, que se limitou a dizer que tinha vindo da Rússia. Os detalhes incluídos no livro encontram-se no registo sobre Conolly de John William Kaye.
Três dos irmãos de Arthur Conolly também morreram ao serviço da Índia britânica. O capitão de cavalaria Edward Barry Conolly, um ano mais novo que Arthur, morreu a 29 de setembro de 1840 quando comandava a escolta do embaixador britânico em Cabul. O tenente de infantaria John Balfour Conolly morreu enquanto era refém em Cabul a 7 de agosto de 1842. Henry Valentine Conolly, um ano mais velho do que Arthur, foi assassinado na sua casa em Calecute por fanáticos mapilas, quando era membro do governo de Madrasta.